# Silene mellifera
Silene mellifera là loài thực vật có hoa thuộc họ Cẩm chướng. Loài này được Boiss. & Reut. miêu tả khoa học đầu tiên năm 1842.